# Cañada Grande, Puebla
Cañada Grande är en ort i Mexiko.   Den ligger i kommunen Chiautla och delstaten Puebla, i den sydöstra delen av landet, 140 km söder om huvudstaden Mexico City. Cañada Grande ligger 1 036 meter över havet och antalet invånare är 184.
Terrängen runt Cañada Grande är kuperad. Runt Cañada Grande är det ganska glesbefolkat, med 28 invånare per kvadratkilometer. Närmaste större samhälle är Chiautla de Tapia, 8,6 km väster om Cañada Grande. I omgivningarna runt Cañada Grande växer huvudsakligen savannskog.